# Reyshawn Terry
Reyshawn Antonio Terry (* 7. April 1984 in Winston-Salem, North Carolina) ist ein US-amerikanischer Basketballspieler. Während seiner Studienzeit gewann er mit den Tar Heels der UNC at Chapel Hill die NCAA Division I Basketball Championship 2005. Obwohl er im NBA Draft 2007 ausgewählt wurde, bestritt er kein Spiel in der am höchsten dotierten Profiliga National Basketball Association. Als Profi gewann er mit Virtus Bologna die EuroChallenge 2008/09 und mit den Brose Baskets das deutsche Double 2011.

## Karriere
Terry wechselte 2003 von der High School in seiner Geburtsstadt zum Studium an die University of North Carolina at Chapel Hill in seinem Heimatstaat. Die Basketballmannschaft Tar Heels der Hochschule gehört zu den führenden Mannschaften der National Collegiate Athletic Association und bringt sehr viele professionelle Basketballspieler hervor. Während Terrys Zeit in dieser Mannschaft konnten sich die Tar Heels jedes Mal für die landesweite Endrunde der NCAA qualifizieren. 2005 gewann er zusammen mit unter anderem seinen Mannschaftskameraden Marvin Williams, Raymond Felton, Rashad McCants und Sean May die Meisterschaft, wobei Terry innerhalb der Mannschaft nur Ergänzungsspieler war. In seinem Senior-Jahr erreichte er 2007 zusammen mit unter anderem Sophomore Tyler Hansbrough noch einmal das Viertelfinale Elite Eight dieser prestigeträchtigen Meisterschaft, das gegen die Hoyas der Georgetown University verloren ging.
In der NBA-Draft 2007 wurde er von den Orlando Magic ausgewählt, die ihre Rechte an Terry jedoch in einem Spielertausch an die Dallas Mavericks. Nachdem diese ihn schließlich nicht mit einem längerfristigen Vertrag ausstatten, spielte er in der Saison 2007/08 in der griechischen A1 Ethniki für Aris aus Thessaloniki. Mit Aris erreichte er den dritten Platz in der regulären Spielzeit, schied jedoch in der ersten Play-off-Runde um die Meisterschaft aus. Anschließend unterschrieb er erst im Dezember 2008 wieder einen Vertrag in der italienischen LegADue bei Vanoli aus Cremona, für die er acht Spiele bestritt. Hier konnte er sich für den Erstligisten Virtus Bologna in der Lega Basket Serie A empfehlen, die ihn Ende Januar 2009 für den Rest der Spielzeit unter Vertrag nahmen. Nachdem man vor eigenem Publikum in Bologna das Finale im italienischen Pokalwettbewerb gegen Double-Gewinner Montepaschi Siena verloren hatte, gewann man an gleicher Stelle den Titel beim Final-Four-Turnier im europäischen Vereinswettbewerb EuroChallenge 2008/09. Nach einem fünften Platz in der Hauptrunde schied man jedoch in der ersten Play-off-Runde der nationalen Meisterschaft aus.
Für die Spielzeit 2009/10 wechselte Terry zu Obradoiro CAB aus Santiago de Compostela, die als Neuling unter dem Namen Xacobeo Blu:sens in der obersten spanischen Liga ACB antraten. Hier reichte es jedoch nur zum vorletzten Tabellenplatz am Saisonende, so dass der Verein zunächst einmal wieder absteigen musste. Im Sommer 2010 spielte Terry noch einmal in der NBA Summer League für die Portland Trail Blazers vor. Nachdem er erneut nicht unter Vertrag für die Saison in der NBA genommen worden war, unterschrieb er schließlich einen Vertrag bei den Brose Baskets aus Bamberg in der deutschen Basketball-Bundesliga. Der Double-Gewinner des Vorjahres konnte seine beiden nationalen Titel in der Basketball-Bundesliga 2010/11 erfolgreich verteidigen. Im höchsten europäischen Vereinswettbewerb EuroLeague 2010/11 schied man jedoch nach der Vorrunde aus. Anschließend spielte Terry in der Basketball Superliga Ukraine für Chimik aus Juschne, die ebenfalls in der ersten Play-off-Runde um die nationale Meisterschaft scheiterten. Für die Spielzeit 2012/13 bekam Terry einen Vertrag beim libanesischen Meister Champville SC, der dem Collège des Frères Maristes Champville in Dik el Mehdi angeschlossen ist. Dort spielt er unter anderem mit dem Georgier Nikoloz Tskitishvili zusammen. Nach einer Saison bekam er einen Vertrag beim französischen LNB Pro A bei Le Mans Sarthe Basket, wo er unter anderem mit den ehemaligen Bundesligaspielern DaShaun Wood und Vaughn Duggins zusammenspielte. Zwar gewann Terry mit dem Verein den Ligapokal Semaine des As, doch in den Play-offs der Meisterschaft schied der Altmeister als Hauptrundendritter bereits in der ersten Runde aus.
In der Saison 2014/15 spielte Terry erneut im Libanon, diesmal für Tadamon Zouk im Keserwan Distrikt bei Jounieh. Das Frühjahr und den Sommer 2015 verbrachte Terry in der Karibik, wo er zunächst in der Baloncesto Superior Nacional von Puerto Rico für die Maratonistas aus Coamo spielte und dann in Venezuela für die Trotamundos aus Carabobo. Schließlich spielte Terry noch für die Cañeros aus La Romana in der Dominikanischen Republik, mit denen er in die Finalserie der nationalen Meisterschaft einzog, die jedoch gegen Titelverteidiger Metros aus Santiago de los Caballeros verlorenging.